# Tom Naumann (Musiker)

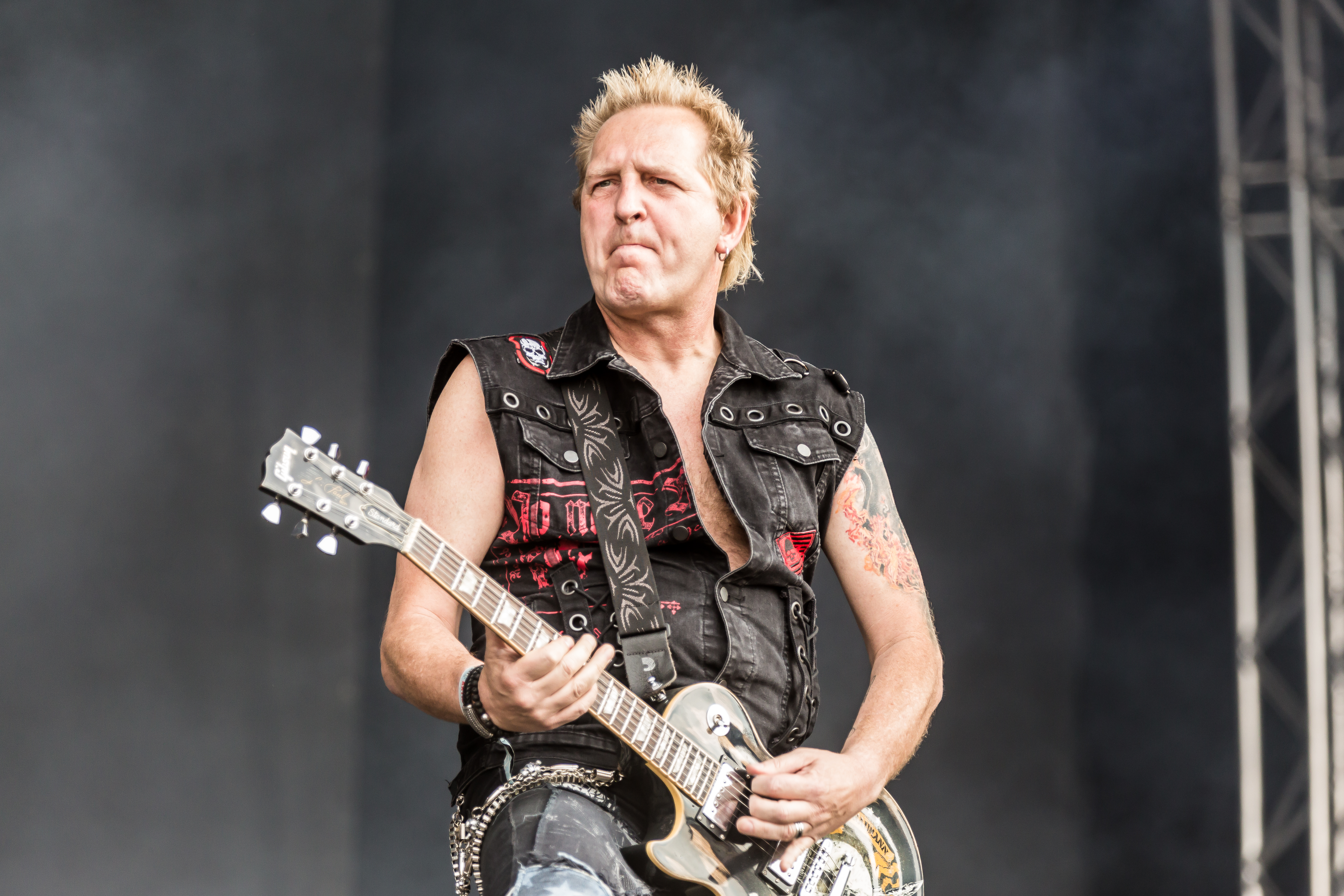
Tom Naumann mit Primal Fear beim Rockharz-Festival (2018)

Tom Naumann (* 20. Oktober 1965 in Esslingen bei Stuttgart) ist ein deutscher Rock-Gitarrist, Songwriter und Live-Musiker. Weiterhin betätigt er sich seit 2006 als Gitarrenlehrer. Naumann war Lead-Gitarrist und Songschreiber bei Sinner und Primal Fear, denen er mit zwei Unterbrechungen seit 1988 bzw. 1997 bis 2024 angehörte. Seit 2016 spielt er als Live-Musiker bei Rock Meets Classic, einer jährlichen Konzertreihe, bei der Rockstars wie Ian Gillan (Deep Purple), Steve Lukather (Toto) oder Alice Cooper, unterstützt von einem Symphonie-Orchester, Hits ihrer Rockgeschichte performen.

## Biografie

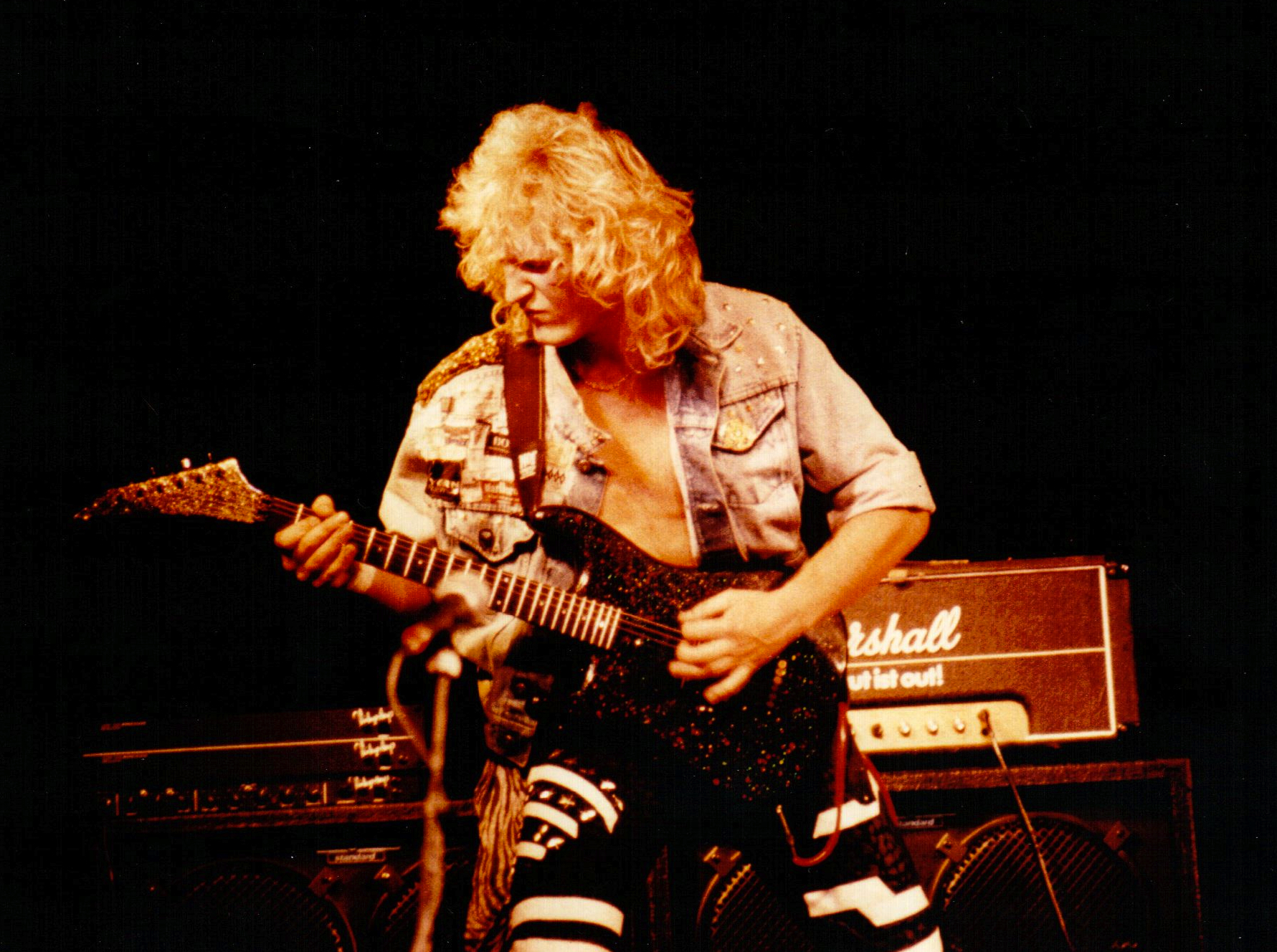
Naumann mit Sinner im Hair-Metal-Look der 80er Jahre (August 1988, Motorrad-Rock-Festival, Loreley)

Naumann begann 1981 mit dem Gitarrenspielen, nachdem er ein Live-Konzert der britischen Rockband Judas Priest besuchte. Zusammen mit Freunden formierte er 1984 die Schülerband Freeze Frame, die hauptsächlich eigene Kompositionen spielte. 1986 gelang Freeze Frame beim Landesrockwettbewerb in Baden-Württemberg der 1. Platz in der Kategorie „Hard & Heavy“ und nachfolgende Tonstudio-Aufnahmen wurden von Mat Sinner produziert. Die von Naumann komponierte Ballade Everybody wurde 1987 auf dem Sinner-Album Dangerous Charm veröffentlicht. 1986/1987 eröffneten Freeze Frame mehrere Shows von Sinner in Süddeutschland.
Nach der Auflösung der Band schloss sich Naumann 1987 kurzzeitig der deutsch-amerikanischen Formation Privacy an und lernte dort die späteren Sinner-Musiker Tommy Geiger und Frank Rössler kennen. Mit Privacy veröffentlichte er zwei Demos und spielte mehrere Konzerte im süddeutschen Raum. Ende 1987 wurde Naumann neben seinem Weggefährten aus Freeze-Frame-Zeiten, Armin Mücke, zweiter Gitarrist bei Sinner. Sein erstes Konzert auf der mehrwöchigen „Dangerous Charm“-Tour hatte er im Januar 1988 in Kopenhagen. Zwei Jahre später erschien Mat Sinners (Solo-)Album Back to the Bullet, welches Naumanns erstes Studioalbum wurde. 1992 veröffentlichte er mit Sinner das Album No More Alibis. Durch eine musikalische Neuausrichtung mit den darauffolgenden Alben Respect (1993) und Bottom Line (1995) und anschließenden Tourneen schaffte die Band ihre Popularität zu steigern. Im Jahr 1996 folgte die Veröffentlichung eines Live-Albums. In den beiden Folgejahren veröffentlichte Naumann mit Sinner die Alben Judgement Day (1997) und The Nature of Evil (1998), welches das erfolgreichste Album der Band wurde und Platz 63 in den deutschen Album-Charts belegte.

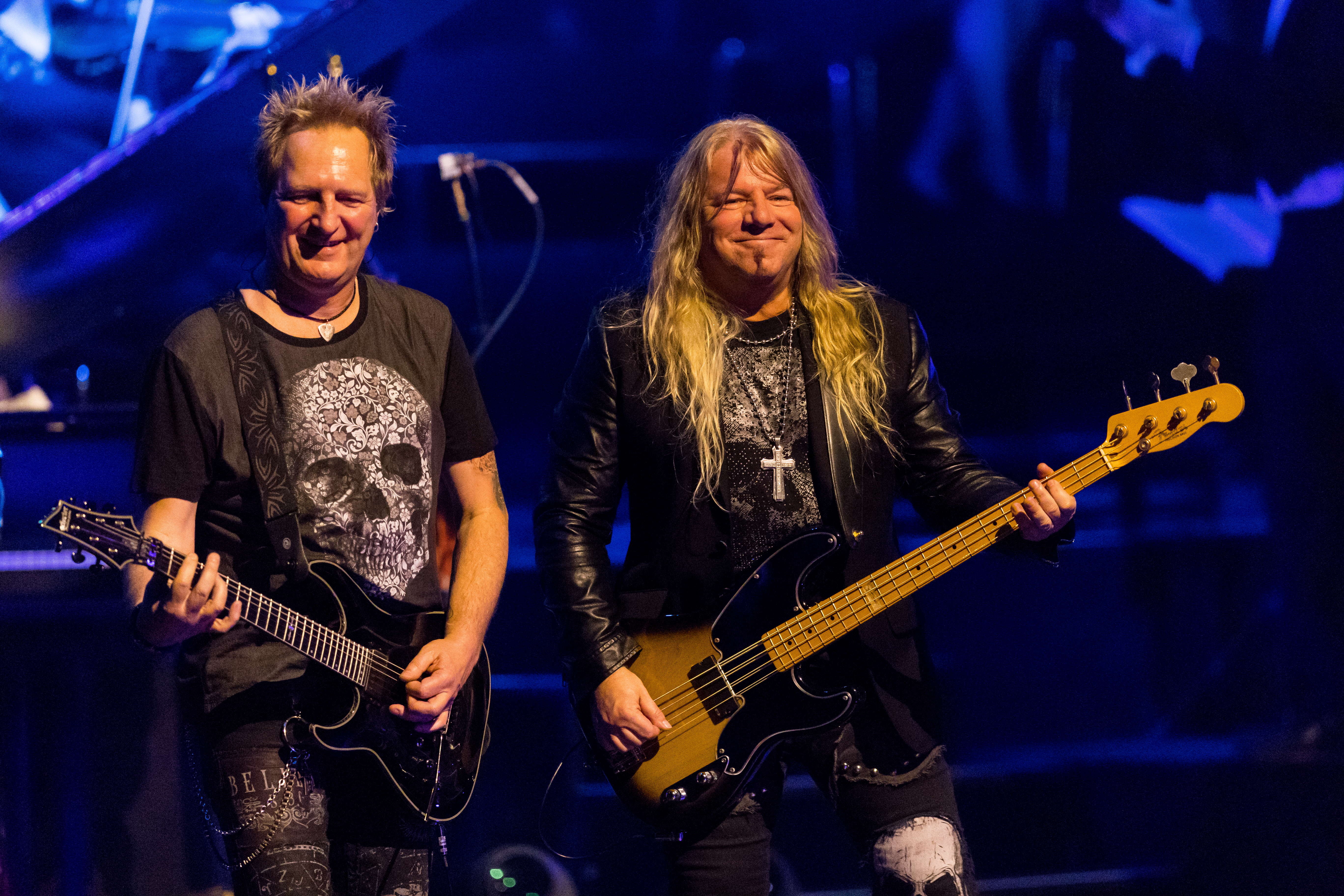
Naumann mit Mat Sinner 2018

1997 sprangen Tom Naumann und Mat Sinner für eine Live-Tribute-Show des befreundeten ehemaligen Gamma-Ray-Sänger Ralf Scheepers ein, der sich so auf eine mögliche Probe mit Judas Priest für die damalige Nachfolge von Rob Halford vorbereitete. In Folge dieses musikalischen Seitensprungs entstanden neu geschriebene Songs, die deutlich aggressiver und härter klangen als Sinner bisher, und schließlich gründeten die drei Musiker die Power-Metal-Band Primal Fear. Das gleichnamige Debütalbum überraschte die deutsche Metalszene positiv und stieg auf Platz 48 der deutschen Album-Charts ein. Naumann beteiligte sich auch noch am zweiten Primal-Fear-Studioalbum Jaws of Death, bevor er kurz nach dessen Veröffentlichung beide Bands aus nicht näher ausgeführten Gründen verließ.
In 2003 produzierte und spielte er auf dem Debüt-Album der schweizerischen Metal-Band Godiva. Im selben Jahr stieg Naumann wieder sowohl bei Sinner als auch bei Primal Fear als Songschreiber und Gitarrist ein. 2007 verließ Naumann die Bands aufgrund nicht näher spezifizierter, gesundheitlicher Probleme während den Aufnahmen zum Primal-Fear-Album New Religion. Im März 2008 vertrat Naumann den Brainstorm-Gitarristen Torsten Ihlenfeldt während der „Downburst“-Europa-Tour bei einem Großteil der Shows, da dieser aus privaten Gründen nicht die gesamte Tour absolvieren konnte. Zwischen 2005 und 2013 spielte Naumann auch bei den Aufnahmen der deutschen Death-Metal-Band Debauchery Gitarren ein und half bei einigen Shows der Band als Gitarrist aus.

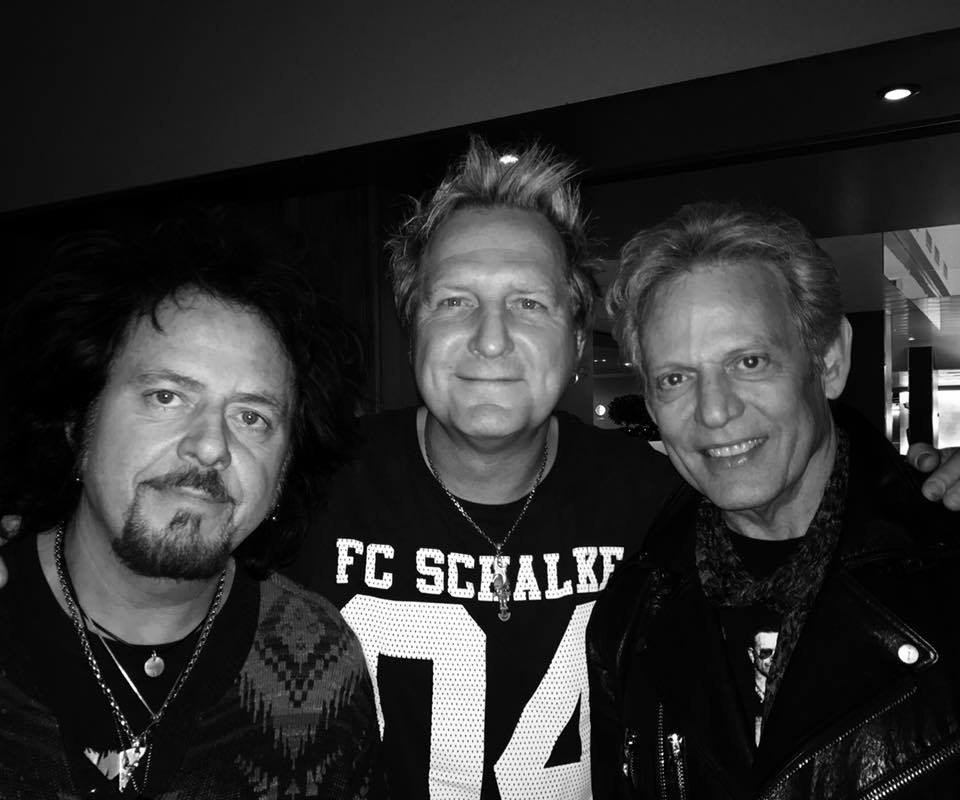
Mit Steve Lukather (li.) und Don Felder (re.) bei „Rock meets Classic“ 2017

In 2013 spielte Naumann die Gitarren für das Soloalbum Lucifer des Shakra-Sängers Mark Fox unter dem Produzenten Dennis Ward ein und wurde auch als Live-Gitarrist für die anschließende Tour engagiert. Im selben Jahr spielte er für das Sinner-Remake-Album Touch Of Sin 2 Gitarrensoli neu ein.
Ende 2013 wurde Naumann erneut von Primal Fear engagiert und ersetzte als Live-Gitarrist Magnus Karlsson, der die für das nächste Halbjahr geplante umfangreiche Tour-Programm (20 Konzerte in Europa, 21 in den USA, drei in Japan sowie sechs Sommer-Festivals) aufgrund seiner familiären Situation absagen musste.
Seit dem Jahr 2016 erschienenen Album Rulebreaker war Naumann wieder als offizielles Band-Mitglied bei Primal Fear aktiv und wirkte auch bei den Tourneen und Nachfolgealben mit. Daneben hat Naumann auch bei den beiden Revival-Alben von Sinner, Tequila Suicide (2017) und Santa Muerte (2019), als Gitarrist und Songwriter mitgewirkt. Seit 2016 ist Naumann auch Mitglied und festes Bandmitglied der Mat Sinner Band bei der Rock-Meets-Classic-Tour und spielte bis zum Corona-Jahr 2020 60 Shows.
Im Juli 2022 erschien mit Brotherhood das zwölfte Sinner-Album, an dem Naumann als Gitarrist und Songschreiber beteiligt ist, und erreichte mit Platz 12 in den Offiziellen Deutschen Album Charts die höchste Chart-Platzierung eines Sinner-Albums.

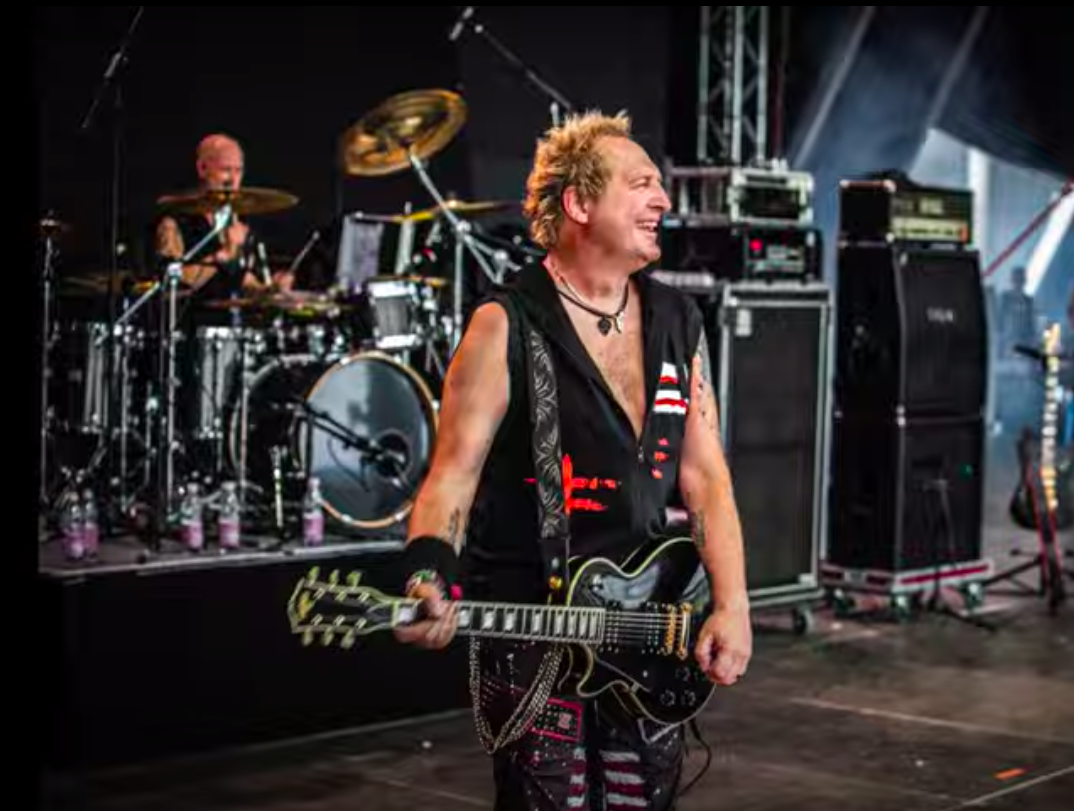
Mit How We End beim „Rockharz-Festival“ 2023

Ebenfalls 2022 gründete Naumann die pan-europäische Crossover-Band How We End, an der sechs Musiker aus Schweden, Deutschland, Spanien und der Schweiz beteiligt sind. Die Band mischt Einflüsse aus Metal und Elektro. Nach der Veröffentlichung dreier selbstproduzierter Videos Anfang 2023 spielte die Band ihr erstes Live-Konzert am 6. Juli 2023 auf dem Rockharz-Festival in Deutschland.
Das aktuellste Primal-Fear-Album erschien Anfang September 2023 und verzeichnete neben internationalen Chart-Platzierungen mit Platz 6 den höchsten Einstieg in die deutschen Album-Charts aller bisherigen Veröffentlichungen. Es war außerdem die 15. Top-Ten-Platzierung in der Bandgeschichte seit 1998.
Ende Juni 2024 veröffentlichte Ward Records Asia das selbstbetitelte Debütalbum von How We End. Roppongi Rocks, Japans führendes, internationales Magazin für Rockmusik, bewertete es „als ein Album voller frischem, eingängigem, modernem Metal, dargeboten von einer großartigen Truppe von Musikern“.
Am 23. August 2024 gaben Naumann und drei weitere Bandmitglieder ihren Ausstieg bei Primal Fear bekannt: Gitarrist Alex Beyrodt, Schlagzeuger Michael Ehré sowie Bassist Alex Jansen, der in den letzten zwei Jahren am Bass ausgeholfen hatte.

## Auszeichnungen
Im Juni 2024 wurde Naumann von dem deutschen Magazin Metal Hammer für dessen Musikpreis Metal Hammer Awards in der Kategorie God of Riffs nominiert.

## Equipment

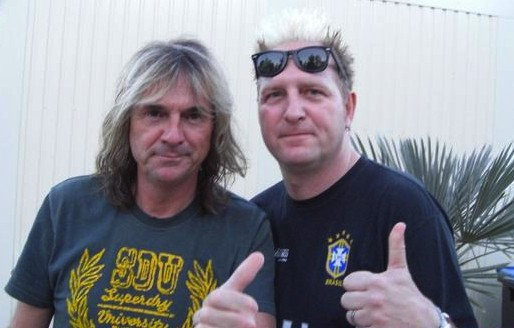
Mit Glenn Tipton auf dem Graspop Metal Meeting, Belgien (28. Juni 2008)

### Gitarren
Naumann präferiert Gitarrenmodelle der Form Gibson Les Paul. Zwei seiner bevorzugten Modelle sind eine schwarze, überarbeitete Gibson Les Paul Standard (für Live-Auftritte, siehe Rockharz-Foto) und eine ebenfalls schwarze Gibson Les Paul Custom (für Studio-Aufnahmen). In den Konzerten von Rock Meets Classic benutzt er die der Les Paul ähnlichen Lester-Modelle der Marke Maybach in zwei hellen Lackierungen (Midnight Sunset bzw. Edelweiss). Da Naumann Linkshänder ist, spielt er die entsprechenden Linkshänder-Versionen. Als Saiten benutzt er die Marke Ernie Ball in der Stärke 10–52.

### Sound
Um den charakteristischen Heavy-Metal-Sound der 80er Jahre zu kreieren, nutzte Naumann anfangs die damals klassische Marshall-Stack-Kombination eines JCM 800/900-Verstärkers und zwei übereinander gestapelten Boxen, die jeweils vier 12-Zoll-Lautsprecher umfassten. In den frühen Primal-Fear-Zeiten setzte er bis 2013 die Röhren-Verstärker vom Typ Savage des deutschen Herstellers Engl ein. Seit 2014 verwendet er, insbesondere für Live-Auftritte, digitale Verstärker der Marke Kemper, die unter anderem ein Engl-Profil nachbilden (Amp-Modelling).

## Diskografie
| - Back to the Bullet (Soloalbum Mat Sinner; 1990) - No More Alibis (1992) - Respect (1993) - Bottom Line (1995) - In the Line of Fire (Live in Europe) (1996) - Judgement Day (1997) - The Nature of Evil (1998) - There Will Be Execution (2003) - Mask of Sanity (2007) - Touch of Sin 2 (2013) - Tequila Suicide (2017) - Santa Muerte (2019) - Brotherhood (2022) | - Primal Fear (1998) - Jaws of Death (1999) - Devil’s Ground (2004) - Seven Seals (2005) - Rulebreaker (2016) - Apocalypse (2018) - Metal Commando (2020) - Code Red (2023) | - Godiva (Godiva, 2003) - Eyes of Eternity (Rob Rock, 2003) - Torture Pit (Debauchery, 2005) - Back in Blood (Debauchery, 2007) - Continue to Kill (Debauchery, 2008) - Rockers & War (Debauchery, 2009) - Germany’s Next Death Metal (Debauchery, 2011) - Kings of Carnage (Debauchery, 2013) - Lucifer (Soloalbum Mark Fox, 2013) - How We End (How We End, 2024) |